# Hans Hermann Behr
Pour les articles homonymes, voir Behr.
Hans Hermann Behr est un médecin, un entomologiste et un botaniste germano-américain, né le 18 août 1818 à Cöthen et mort le 6 mars 1904 à San Francisco.

## Biographie
Il étudie la médecine aux universités de Halle et de Berlin. Il y obtient un titre de docteur en 1843 et entame alors des voyages en Australie, en Asie et en Afrique du Sud. Il rapporte en 1847 de grandes collections de végétaux et d’insectes.
Il participe à la Révolution de 1848 et doit fuir la Prusse. Il retourne d’abord en Australie avant d’émigrer aux États-Unis. Il exerce la médecine à San Francisco et enseigne à l’école de pharmacie de Californie. Il en est le vice-président de 1887 à 1888. Il devient le conservateur de la California Academy of Sciences en 1894. Outre des publications scientifiques, Behr fait paraître des poésies et des nouvelles. Une avenue de San Francisco lui est dédiée.

## Sources
- Anthony Musgrave (1932). Bibliography of Australian Entomology, 1775-1930, with biographical notes on authors and collectors, Royal Zoological Society of News South Wales (Sydney) : viii + 380.
- Ce texte utilise des extraits de l'article de langue allemande de Wikipédia (version du 21 octobre 2005).

## Orientation bibliographique
- F. Martin Brown (1968). « Letters from Dr H.H. Behr to Herman Strecker », Journal of the Lepidopterists' Society, 22 (1) : 57-62.  (ISSN 0024-0966)